# Кайґецудо Андо
Кайґецудо Андо (бл. 1671 — 1743) — японський художник періоду Едо. Засновник школи малювання Кайґецудо. Китайська вимова імені «Андо» в японському написані звучить як Ясунорі. Тому його іноді називають Андо Ясунорі або Кайґецудо Ясунорі.

## Життєпис
Народився ймовірно на околицях Едо. Замолоду захопився малюванням у жанрі укійо-е. Змінив ім'я та прізвище Окадзакі Ґенсіті на Кайґецудо Андо, під яким став відомим. Про події з життя митця небагато відомостей. Кар'єра Кайґецудо Андо закінчилася в 1714 році, в зв'язку з так званою «справою Едзіма-Ікусіма». Невідомо, як саме художник брав участь у скандалі, що розгорівся навколо придворної дами сьогуна і актора кабукі. Точно відомо, що всі учасники скандалу були вигнані з Едо. Художника було заслано на острів Ідзу-Осіма. Зміг повернутися до Едо лише у 1733 році. Далі працював у своїй майстерні. Помер у 1743 році.
Серед учнів Андо найвідомішими є Кайґецудо Анті, Кайґецудо Дохан, Кайґецудо Досін.

## Творчість
Був тісно пов'язаний з тенденціями популярної культури, мистецтва і літератури свого часу. У його стилі чітко відчувається вплив Хішікави Моронобу. Значущим елементом стилю Кайгецудо є чистий простір навколо фігур. Деякі дослідники припускають, що його першими роботами були ема — дерев'яні таблички, на яких синтоїсти записують свої молитви. Перші станкові гравюри були чорно-білими, пізніше їх стали підфарбовувати вручну. Яскрава колірна гама робіт Андо пояснюється тим, що він працював не в техніці ксилографії, а нікухіцу (живопис пензлем на папері або шовку).
Згодом створив власний стиль — інноваційний і самобутній. Новий стиль став основою робіт учнів школи, його дотримувалися дуже суворо, настільки, що часто роботи учнів приписують руці самого Кайґецудо Андо. Свого часу майстерня Андо практично монополізувала виготовлення зображень куртизанок району Йосівара. Стилістика зображень відрізняється складними й барвистими візерунками на кімоно куртизанок. Одяг останньої моди того часу, зображений на гравюрах школи Андо, дає деяким вченим підстави для тверджень, що, можливо, ці роботи так само були й ескізами модного одягу, придумані художником. Жіночі образи Андо холодні й відчужені, що вважалося вкрай еротичним в епоху Едо. Куртизанок представлено в ефектних позах, оскільки ці зображення часто служили рекламою відомих куртизанок і чайних будинків, відбивали тенденцію сучасної моди в одязі та зачісках. Втім зображення часто вкрай сильно відрізнялися від моделей. Вони здебільшого представлені в повний зріст, в ефектних позах, в яскравих кімоно, промальованих товстою лінією. Жіночі силуети зображувалися в порожньому просторі картини. На противагу яскравим і виразним сукням (малювалися переважно за допомогою червоного, жовтого і синього кольорів) образи самих куртизанок однотипні й навіть безликі. Візерунок на кімоно збільшений, а використання в ньому великої картотості надає йому ще більшої енергійності. Хоча зображення голови мініатюрно, в ньому немає колишньої манірності і витонченості, а виразу обличчя властива відкритість. Разом з тим саме ці роботи започаткували популярний жанр бідзіна-га (зображення красунь).